# Chuck Vinson
Chuck Rallen Vinson (nacido el 14 de julio de 1956 en Elkhart, Indiana) es un director de televisión y productor estadounidense.

## Carrera
Vinson empezó su carrera como stage manager en la comedia de situaciónDetective School, yendo a convertirse en stage manager para la comedia de situación Benson. En 1985, empizó a dirigir The Cosby Show, siendo su primer episodio dirigido titulado "Twinkle, Twinkle Little Star" codirigido con Carl Lauten.
Dirigió otros sitcoms incluyendo Martin, Clarissa Explains It All, Thea, The Sinbad Show, The Fresh Prince of Bel-Air, Sister, Sister, The Mystery Files of Shelby Woo, Living Single, One World y Sabrina, the Teenage Witch.
En años recientes, Vinson ha dirigido un gran número de especiales de monólogos para Sinbad, Steve Harvey, Mark Curry y Jamie Foxx. Él también dirigió numerosos episodios de Last Comic Standing.

## Vida personal
Vinson actualmente reside en el sur de California con su mujer Pam y su hija Spencer.